# Overheidssimulatiespel
Een overheidssimulatiespel is een spel waarbij wordt geprobeerd de regering en politiek van een land of een deel ervan te simuleren. Deze spellen kunnen geopolitieke situaties omvatten (met de vorming en uitvoering van buitenlands beleid), de creatie van binnenlands politiek beleid of de simulatie van politieke campagnes. Ze verschillen van het genre van de klassieke wargames door hun terughoudendheid van militaire of actie-elementen.

## Achtergrond
Spellen gebaseerd op geopolitiek en verkiezingen bestonden al lang voor de opkomst van computers en hun vermogen om snel grote hoeveelheden statistische gegevens te verwerken. Een van de vroegste spellen was The Game of Politics, gemaakt door Oswald Lord in 1935, dat werd uitgegeven tot 1960. In 1954 werd het bordspel Diplomacy gemaakt, dat verschilt van andere wargames omdat het een onderhandelingsfase bevat waarin spelers overeenkomsten sluiten met andere spelers en dan tegelijkertijd militaire zetten uitvoeren. Nationale politiek is een belangrijk onderdeel van bordspellen gebleven, met producten zoals het bordspel Die Macher uit 1986 met verkiezingen in Duitsland en Wreck the Nation dat een satire is op de politiek van de Verenigde Staten onder de regering van George W. Bush.

## Voorbeelden van overheidssimulaties
- Balance of Power (1985)
- Bandit Kings of Ancient China (1989)
- Conflict: Middle East Political Simulator (1990)
- Crisis in the Kremlin (1991)
- Crusader Kings-serie (2004-2020)
- CyberJudas (1996)
- Destiny of an Emperor (1989)
- Diplomacy (1954)
- Democracy-serie (2005-2020)
- eRepublik (2008)
- Floor 13 (1991)
- Geo-Political Simulator-serie (2008-2022)
- Hidden Agenda (1988)
- NationStates (2002)
- Not For Broadcast (2022)
- Political Animals (2016)
- Power Politics
- President Elect (1981)
- President Forever 2008 + Primaries (2006)
- Republic: The Revolution (2003)
- Republic of Rome (1990)
- Romance of the Three Kingdoms-serie (1985-2020)
- Shadow President (1993)
- SuperPower-serie (2002-2022)
- Supreme Ruler-serie (1982–2017)
- Suzerain (2020)
- The Political Machine-serie (2004-2020)
- Tropico-serie (2001–2019)
- Twilight Struggle (2005)
- Victoria-serie (2003-2022)